# 第五十九国立銀行
第五十九国立銀行（だいごじゅうくこくりつぎんこう）は明治期に青森県弘前で設立された銀行。青森みちのく銀行の前身の一つ。
1878年（明治11年）弘前藩家老であった大道寺繁禎らを中心に、旧弘前藩士族の金禄公債を資本に青森県内初の銀行として設立。資本金は20万円。初代頭取には大道寺が就任。1897年（明治30年）9月に国立銀行営業満期前特別処分法により私立銀行第五十九銀行（だいごじゅうくぎんこう）と改称。1910年（明治43年）から1922年（大正11年）には、前青森市長で弘前藩士族であった芹川得一が頭取に就任。
1931年（昭和6年）には世界恐慌後の不況を受け、取り付け騒ぎになり休業を余儀無くされるも、一貫して県内最大の金融機関としての地位を占めた。その後1943年（昭和18年）10月に当行を含め県内5行が合併し、青森銀行を新たに設立。2025年（令和7年）1月1日、みちのく銀行を吸収合併し、青森みちのく銀行に改称。

## 本店跡
1904年（明治37年）11月に完成した第五十九銀行本店本館（現「青森みちのく銀行記念館」）は、1972年（昭和47年）に国の重要文化財に指定され保存されている。木造2階建て寄棟屋根・越屋根付き桟瓦葺きで、ルネッサンス様式。設計、施工は、弘前市を中心に近代建築を後世に残している堀江佐吉。

## 沿革
- 1878年（明治11年）12月10日：設立
- 1879年（明治12年）1月20日：開業
- 1897年（明治30年）9月1日：第五十九銀行に改称
- 1900年（明治33年）11月5日：青森銀行 (明治26年設立)（現青森銀行とは別）を合併
- 1919年（大正8年）7月25日：黒石銀行を合併
- 1919年（大正8年）10月26日：弘前銀行 (明治27年設立)を合併
- 1927年（昭和2年）12月1日：上北銀行を合併
- 1929年（昭和4年）4月21日：下北銀行を合併
- 1938年（昭和13年）5月10日：三戸銀行を買収
- 1938年（昭和13年）8月11日：金木銀行を買収
- 1940年（昭和15年）3月30日：尾上銀行を買収
- 1943年（昭和18年）10月1日：青森銀行 (明治45年設立)、板柳銀行、八戸銀行、津軽銀行と合併し、青森銀行を新立